# Шёблад, Эрик Карлссон
Эрик Карлссон Шёблад (швед. Erik Carlsson Sjöblad; 28 августа 1647, Хальмстад — 31 мая 1725, Гётеборг) — шведский адмирал, участник войны за Сконе, барон. Отец Карла Георга Шёблада.

## Биография
Родился 28 августа 1647 года в Хальмстаде в семье генерала Карла Шёблада и Марии Шерны.
В молодые годы поступил на службу к англичанам. После возвращения в Швецию его в 1674 году произвели в майоры Адмиралтейства, а затем в адмирал-лейтенанты (1676). В том же 1676 году он становится адмиралом и адмиралтейц-советником.
В ходе войны за Сконе Шёблад командовал гётеборгской эскадрой шведского флота. 31 мая 1677 года его эскадра встретилась неподалёку от острова Мён с флотом датского адмирала Нильса Юэля. Датчане находились с наветренной стороны и к тому же их матросы были лучше обучены. В ходе продолжительного сражения, завершившегося утром 1 июня, адмиральский корабль был захвачен, а сам Шёблад попал в плен. Он вернулся на родину лишь в 1679 году уже после окончания войны.
В 1689 году Шёблад был назначен ландсхёвдингом Блекинге, а в 1700 году губернатором Бохуслена. Его пребывание на последнем посту было отмечено растратами государственных средств. В итоге состояние лена пришло в столь плачевное состояние, что была назначена следственная комиссия во главе с Густавом Крунъельмом. Надворный суд в 1711 году приговорил Шёблада к смертной казни, однако Карл XII смягчил наказание, заменив казнь пожизненным заключением. В 1718 году был помилован королевой Ульрикой Элеонорой.
Умер 31 мая 1725 года в Гётеборге.
С 1681 года был женат на баронессе Шарлоте Регине Палбитски.